# Manzanal del Barco
Manzanal del Barco és un municipi i localitat d'Espanya, pertanyent a la província de  Zamora de la comunitat autònoma de Castella i Lleó.
Emplaçat al costat del riu Esla, actualment convertit en l'anomenat embassament de Ricobayo, té en la seva ermita de La nostra Senyora del Piñedo seu edifici més emblemàtic, encara que actualment només mantien en peu l'espadanya i un arc de mig punt. Al centre del seu nucli urbà es troba el seu actual església parroquial de Sant Torcuato, acabada de construir a principis del segle xvii.
Manzanal del Barco i Palacios del Pan, tots dos separats per l'embassament de l'Esla, es comuniquen per dos notables infraestructures, com són el viaducte Martín Gil o dels Cabriles, per al ferrocarril, i del pont nou de Manzanal, per a la resta de vehicles terrestres. A vegades, a conseqüència de la sequera persistent, emergeix sobre les aigües de l'Esla el vell pont de pedra que comunicava les comarques d'Alba i Pan abans de la construcció de l'embassament. Ponts del Manzanal.

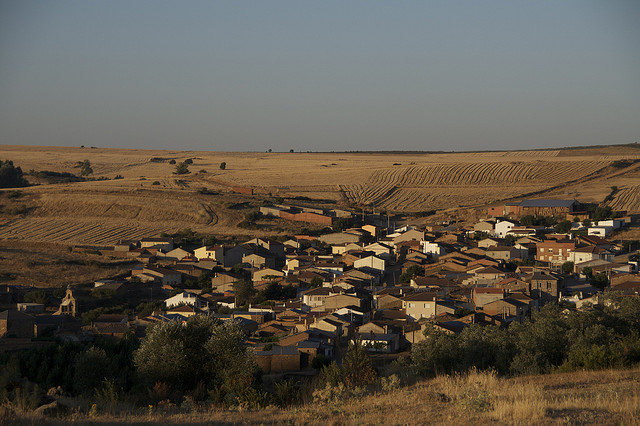
Sortida del sol a Manzanal

## Toponímia i gentilici
El topònim Manzanal, igual que els anomenats "Cerezal", sembla inscriure en un tipus molt difós en l'àrea lleonesa, el constituït pel nom d'un arbre en singular, femení i amb article o sense. En aquest sentit, "la manzanal" seria "la pomera", igual que "la Cerezal" seria "el cirerer".
El nom de Manzanal apareix documentat el 1169, a causa d'una donació del rei Alfons Enriquez de Portugal a l'església del Salvador (Catedral de Zamora) i que es conserva a l'arxiu de la Catedral. També apareix en un informe informe sobre la situació dels pobles del comtat d'Alba i Aliste l'any 1587, en el qual s'esmenta amb un veïnat de 45 veïns. El cens de població de Tomàs Gonzalez assenyala Manzanal, encara que inclou als seus veïns en el conjunt dels pobles del comtat. El catastro de la Ensenada (1752) el cita indicant que té 57 pagesos, 12 criats i 5 jornalers, a més deixa constància que hi ha una barca que pertany al Comte d'Alba i Aliste que li val d'arrendament dotze mil reals tots els anys.
Respecte al seu cognom "del Barco", és una clara referència al que va ser el seu mitjà de transport per arribar a Zamora, la capital privincial. Fa segles que Manzanal va abandonar el vaixell com a mitjà de transport per arribar a la ribera esquerra de l'Esla, substituint-la per un pont de pedra que va facilitar la comunicació. Aquest, al seu torn, va quedar negat després de la construcció de la presa de Ricobayo i la formació de l'actual embassament. Per contra, el vell pont ha estat substituït per modernes infraestructures com el viaducte Martín Gil o el nou pont construït el 2007. Manzanal, però, ha seguit fidel a la seva tradició i emplaçament al costat de l'Esla, mantenint en el seu cognom el nom del mitjà que durant segles li va facilitar la comunicació amb els pobles de l'altra riba del riu i amb Zamora.
La referència a "del Barco", també apareix referenciat a l'edat mitjana. El llibre segon de les heretats del Monestir Jeronimo de Montamarta (província de Zamora), ho indica a establir les seves possessions a Palacios el 19 de gener de 1474, assenyalant una terra que surt del terme de Macares fins al "camino del Barco". També es recull en la documentació corresponent al plet mantingut entre el Cabildo de Zamora i el Comte d'Alba i Aliste l'any 1526, en què va tenir com a punt de referència la Barca de Manzanal propietat del Comte, per la qual passen a pasturar als ramaders de la Devesa de Mazares, propietat al seu torn del Cabildo. Hi ha altres documents en què és esmentada, entre ells algun en què es parla de l'existència d'un complex format per dues barques, casa i venda. Altres parlen de port i barca de Manzanal.
El gentilici és "manzanalino".

## Símbols
Escut
De nou encuny, ha estat dissenyat d'acord amb el model i esquema establert en la legislació comuna i en els cànons de l'heràldica. Consta de dues casernes. A la part esquerra, d'or amb una pomera arracado, dels seus colors fruitat de gules. A la part dreta, de asur amb una barca dels seus colors, posada sobre ones de plata i azur. Al timbre Corona Real Espanyola.
L'elecció d'aquests símbols, pomera i vaixell, obeeix a diferents raons de caràcter històric:
* El Manzano en ser el que va donar nom al poble. Segons el Diccionari de Madoz, són bastants els pobles o viles que porten el nom de Manzanal o Manzanares, però en la geografia hispana només hi ha una població amb el nom de Manzanal de Barco, dada important com a element diferenciador.
* El Barco. Si el primer document escrit ens parla de "Manzanal junto a la Estola o Esla", també des de l'Edat Mitjana apareix documentada la referència a la barca o vaixell de Manzanal.
Bandera
Rectangular, formada per cinc franges horitzontals d'igual grandària, de colors en sentit descendent: vermell, blanc, verd, blanc i vermell.

## Geografía física
Ubicació
| Nord-oest: Carbajales de Alba | Nord: Santa Eufemia del Barco      | Nord-est: Montamarta                   |
| Oest: Carbajales de Alba      | Rosa dels vents                    | Est: Palacios del Pan                  |
| Sud-oest: Carbajales de Alba  | Sud: San Pedro de la Nave-Almendra | Sud-est: San Pedro de la Nave-Almendra |

Està situat a la província de  Zamora, a 28,5 km de la capital provincial, a la vora d'un braç de l'embassament de  Ricobayo, pertanyent a la històrica i tradicional comarca de Tierra de Alba.

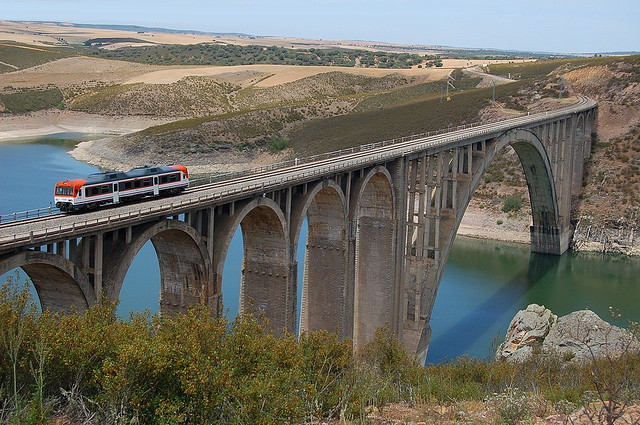
Viaducto Martín Gil o de Los Cabriles

El terme s'enquadra en una unitat geomorfològica definida com la regió de serres i altiplans interiors. Del massís galaico-lleonès i de la serra de la Cabrera es deriven una sèrie d'alineacions muntanyoses, no molt importants que penetren a l'interior de la província de  Zamora, destacant d'entre elles la Sierra de la Culebra les cotes superiors estan compreses entre 1000 i 1200 m.
El terreny és ondulat i ho banya el riu  Esla embassat per la presa de Ricobayo i diversos rierols. Els terrenys sense conrear estan poblats d'alzines, roures, àlbers i estepa, 15 hectàrees de regadiu, que es reguen amb aigua de rierols, els quals produeixen patates mongetes i tomàquets. El secà es destina a blat, ordi i sègol. De la seva ramaderia, predomina el bestiar de llana.
Per comunicar Manzanal del Barco, a la Tierra de Alba, i Palacios a la Tierra del Pan a través del  embassament de l'Esla, es va construir el viaducte Martín Gil o dels Cabriles, per al ferrocarril, i del pont nou de Manzanal. En ocasions, a conseqüència de la sequera persistent, emergeix sobre les aigües de l'Esla el vell viaducte que comunicava les comarques d'Tierra de Alba i Tierra del Pan abans de la construcció de l'embassament. A més, hi ha el pont vell, pel qual poden circular vianants durant tot l'any.

## Història
El seu nucli urbà va estar situat, durant segles, en els voltants de la Nuestra Señora del Piñedo (actual cementiri), la torre es conserva als afores del poble, al costat de l'Esla. Aquesta dada fa que el poble sigui identificat en els documents del segle xii com "Mancanal junto al Estola", és a dir, Manzanal al costat de l'Esla.
El trasllat a la seva actual localització, es va començar a realitzar al segle xv, buscant el resguard dels vents i del fred que li proporcionava la situació abrigada de la vall. A mitjan segle xvi, concretament en el 1552, a causa de la situació de ruïna de l'antiga parròquia de Nuestra Señora del Piñedo i la seva petita mida, es va manar traslladar i construir de nova planta l'actual parròquia de Manzanal. No hi ha constància de la data en què la que es va començar a edificar l'actual església, però sí de la seva conclusió en l'any 1605, tal com figura a la llinda de la porta. S'hi col·locà el retaule de la primitiva església que pas a denominar ermita de Santa Maria.

## Demografia
| 1991 | 1996 | 2001 | 2004 | 2011 |
| ---- | ---- | ---- | ---- | ---- |
| 197  | 182  | 171  | 159  | 156  |

## Festes

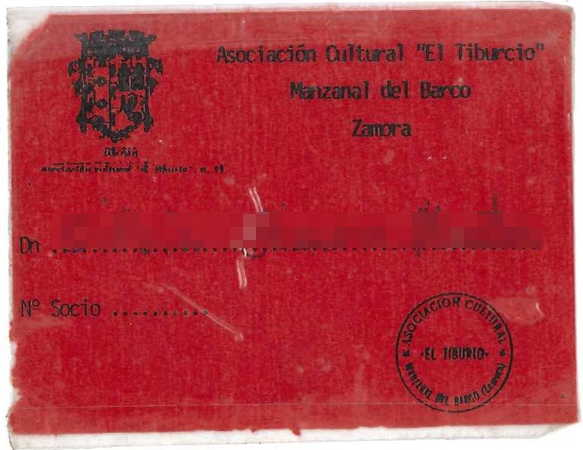
Associació cultural El Tiburcio.

El seu patró és San Torcuato, el 15 de maig, mentre que l'endemà s'honra  Sant Isidre. En aquestes festes són tradicionals les processons, els jocs infantils, les vaquetes, i els espectacles musicals. El calendari de festes es completa amb les celebracions de  Sant Sebastià, Sant Antoni i el  Corpus.
A més, durant el segon cap de setmana d'agost celebren la "fiesta del turista". La seva organització és també a càrrec de l'ajuntament del poble, ja que Manzanal no compta amb el treball d'associacions culturals o d'altra índole. Una arrossada per a tot el poble, revetlles, actuacions musicals i festes esportives, com la mitja marató, formen part de les activitats de les celebracions de l'estiu.